# Łączki (Podłęże)
Łączki – część wsi Podłęże w Polsce, położona w województwie świętokrzyskim, w powiecie pińczowskim, w gminie Pińczów.
W latach 1975–1998 Łączki położone były w województwie kieleckim.